# The Price of a Song
Pour plus de détails, voir Fiche technique et Distribution.
The Price of a Song est un film britannique réalisé par Michael Powell, sorti en 1935.

## Synopsis
Grierson, un bookmaker à court d'argent, force sa belle-fille à se marier avec Nevern, un auteur de chansons. Mais ce dernier est un mufle et elle finit par divorcer pour épouser Hardwicke, un journaliste. Grierson planifie le meurtre de Nevern dans l'espoir que sa belle-fille touchera l'héritage et qu'il en bénéficiera en partie. Mais son alibi n'est pas aussi parfait qu'il ne l'espérait...

## Fiche technique
- Titre original : The Price of a Song
- Réalisation : Michael Powell
- Scénario : Anthony Gittins[1], Michael Barringer[2]
- Photographie : James Wilson
- Production : Michael Powell
- Société de production : Fox-British Pictures
- Société de distribution : Fox Film Company
- Pays de production :  Royaume-Uni
- Langue originale : anglais
- Format : noir et blanc — 35 mm — 1,37:1 — son Mono
- Genre : Film policier
- Durée : 67 minutes
- Date de sortie :
  - Royaume-Uni : 7 octobre 1935

## Distribution
- Campbell Gullan : Arnold Grierson
- Marjorie Corbett : Margaret Nevern
- Gerald Fielding : Michael Hardwicke
- Dora Barton : Letty Grierson
- Charles Mortimer : Oliver Broom
- Oriel Ross : Elsie
- Henry Caine : Stringer
- Sybil Grove : Mme Bancroft
- Eric Maturin : Nevern
- Felix Aylmer : Graham
- Cynthia Stock : Mme Bush
- Mavis Clair : Maudie Bancroft